# Dactylocythere arcuata
Dactylocythere arcuata är en kräftdjursart som först beskrevs av C. W. Hart och Hobbs 1961.  Dactylocythere arcuata ingår i släktet Dactylocythere och familjen Entocytheridae. Inga underarter finns listade i Catalogue of Life.